# Morti nel 1970/Senza giorno specificato
| Questa pagina contiene informazioni ricavate automaticamente dalle voci biografiche con l'ausilio del template Bio e di un bot. L'aggiornamento è periodico e automatico e ricostruisce completamente la pagina. Se manca una persona in questa lista, sei pregato di non aggiungerla, ma accertati piuttosto che la sua voce biografica contenga il template Bio e che i dati anagrafici siano correttamente compilati. Se il template Bio manca, inseriscilo tu stesso o, in alternativa, metti l'avviso {{tmp\|Bio}} che ne segnala la mancanza. Se i dati riportati sono sbagliati, correggi direttamente la voce biografica; le modifiche saranno visibili in questa lista entro pochi giorni. Per chiarimenti vedi il progetto biografie. La lista contiene solo le 71 persone che sono citate nell'enciclopedia e per le quali è stato implementato correttamente il template Bio. Pagina aggiornata al 3 mar 2024. |

- Umberto Balestrazzi, politico e sindacalista italiano (n. 1885)
- Gustav Bark, calciatore svizzero (n. 1889)
- Ottavio Baussano, pittore e scenografo italiano (n. 1898)
- Fernando Maria Brignoli, poeta e politico italiano (n. 1901)
- Arthur Bryks, pittore e scultore russo (n. 1890)
- Mihály Bíró, calciatore ungherese (n. 1919)
- Mario Carillo, attore italiano (n. 1894)
- Wilbert McLeod Chapman, ittiologo statunitense (n. 1910)
- Robert Coppée, calciatore belga (n. 1895)
- Giovanni Corbjons, calciatore e allenatore di calcio italiano (n. 1900)
- Ángela Crocco, cestista argentina (n. 1921)
- Gyula Cseszneky, poeta, traduttore e politico ungherese (n. 1914)
- Alberto Damiani, partigiano italiano (n. 1903)
- Emilio Daniele, violinista, paroliere e compositore italiano (n. 1902)
- Costantino Della Casa, giornalista e fotografo italiano (n. 1920)
- Francesco Fancello, politico e scrittore italiano (n. 1884)
- Hertha Feiler, attrice austriaca (n. 1916)
- Augusto Ferrari, architetto, pittore e fotografo italiano (n. 1871)
- Milan Fráňa, cestista cecoslovacco
- Bartolomeo Gallo, ingegnere italiano (n. 1897)
- Giulio Ghelarducci, pittore italiano (n. 1883)
- Aurelio Ghersi, ingegnere italiano (n. 1892)
- Alberto Giacomasso, scultore italiano (n. 1887)
- Ezio Giorgetti,  italiano (n. 1912)
- Alterige Giorgi, scultore italiano (n. 1885)
- Umberto Giunti, artista italiano (n. 1886)
- José Santos Gollán, giornalista argentino (n. 1887)
- August Güttinger, ginnasta svizzero (n. 1892)
- Adolfo Infante, generale italiano (n. 1891)
- Franz Jakubowski, filosofo polacco (n. 1912)
- Tasso Janopoulo, pianista greco (n. 1897)
- Jack Kolle, calciatore indonesiano (n. 1912)
- Jun'ichi Kōuchi, pittore, disegnatore e animatore giapponese (n. 1886)
- Arthur Lawson, scenografo britannico (n. 1908)
- Martin Lübbert, attore tedesco (n. 1887)
- Dario Maragliano, chirurgo italiano (n. 1877)
- Ferrero Marianetti, tuffatore italiano (n. 1912)
- Giuseppe Masini, regista e sceneggiatore italiano (n. 1916)
- Giuseppe Mazzoli, scultore italiano (n. 1907)
- Antonio Melandri, tenore italiano (n. 1891)
- Efisio Melis, musicista italiano (n. 1890)
- Auguste Metgé, ebanista e scultore francese (n. 1883)
- Carlo Morelli, baritono cileno (n. 1897)
- Orazio Napoli, poeta e romanziere italiano (n. 1901)
- Stefano Natale, maratoneta italiano (n. 1903)
- Alexandros Nikolopoulos, sollevatore greco (n. 1875)
- Enrico Oldani, pittore italiano (n. 1914)
- Tsutomu Ōyokota, nuotatore giapponese (n. 1913)
- Ivos Pacetti, ceramista, imprenditore e fotografo italiano (n. 1901)
- Praskov′ja Georgievna Parchomenko, astronoma sovietica (n. 1886)
- Edmond Paris, saggista e filosofo francese (n. 1894)
- Gwendolyn Pates, attrice statunitense (n. 1891)
- Louis Pevernagie, pittore belga (n. 1904)
- Toni Piccolotto, pittore italiano (n. 1903)
- Arturo Puga, militare e politico cileno (n. 1879)
- Carlo Quaglia, pittore italiano (n. 1903)
- Augusta Rapetti Bassi, pianista e compositrice italiana (n. 1885)
- Armando Rocchi, militare, prefetto e veterinario italiano (n. 1898)
- Salvatore Saponaro, scultore italiano (n. 1888)
- Attilio Selva, scultore italiano (n. 1888)
- Suvarte Soedarmadji, calciatore indonesiano (n. 1915)
- Ludovico Tarsia, politico italiano (n. 1876)
- Frank Taylor, allenatore di calcio e calciatore inglese (n. 1916)
- Artëm Terjan, lottatore sovietico (n. 1930)
- Guglielmo Troncone, fotografo, giornalista e attore cinematografico italiano (n. 1890)
- Ghino Venturi, architetto e urbanista italiano (n. 1884)
- Giuseppe Verzocchi, imprenditore italiano (n. 1887)
- Dawid Wdowiński, neurologo e psichiatra polacco (n. 1895)
- Emilia Zampetti Nava, pittrice italiana (n. 1883)
- Otto Julius Zobel, ingegnere elettrotecnico e inventore statunitense (n. 1887)
- Annibale Zucchini, scultore e architetto italiano (n. 1891)